# Gheorghe Tattarescu
Gheorghe Tattarescu (pronunciat en romanès: [ˈɡe̯orɡe tataˈresku]; octubre de 1818 - 24 d'octubre de 1894) va ser un pintor moldau, després romanès i pioner del neoclassicisme en la pintura moderna del seu país.

## Biografia

### Vida primerenca i estudis
Tattarescu va néixer a Focşani el 1818. Va començar com a aprenent del seu oncle Nicolae Teodorescu, un pintor d'església. Va estudiar a l'Escola de Pintura de Buzău, quan Teodorescu s'hi va traslladar. El bisbe ortodox de Buzău, Chesarie, el va ajudar a obtenir una beca a Roma, on va ser ensenyat per professors de l'Accademia di San Luca. Mentre allà, Tattarescu va fer còpies de pintures de Raphael, Bartolomé Estéban Murillo, Salvatore Rosa i Guido Reni.

### Activitats polítiques

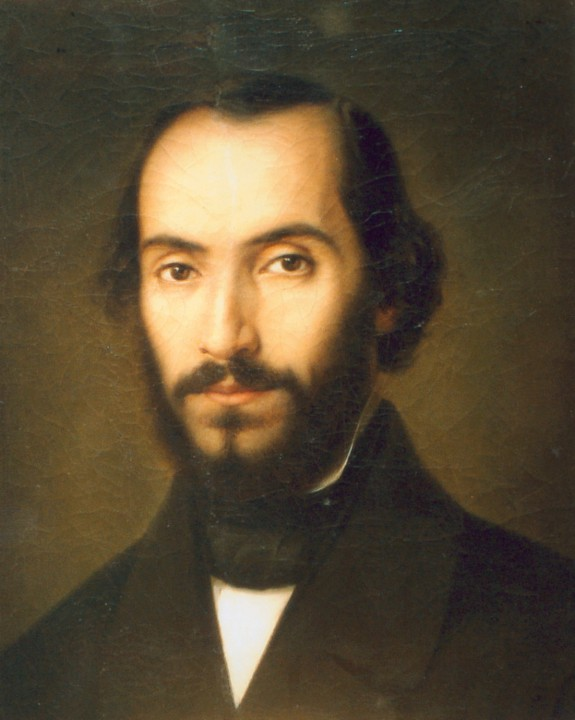
Retrat de Nicolae Bălcescu (1851)

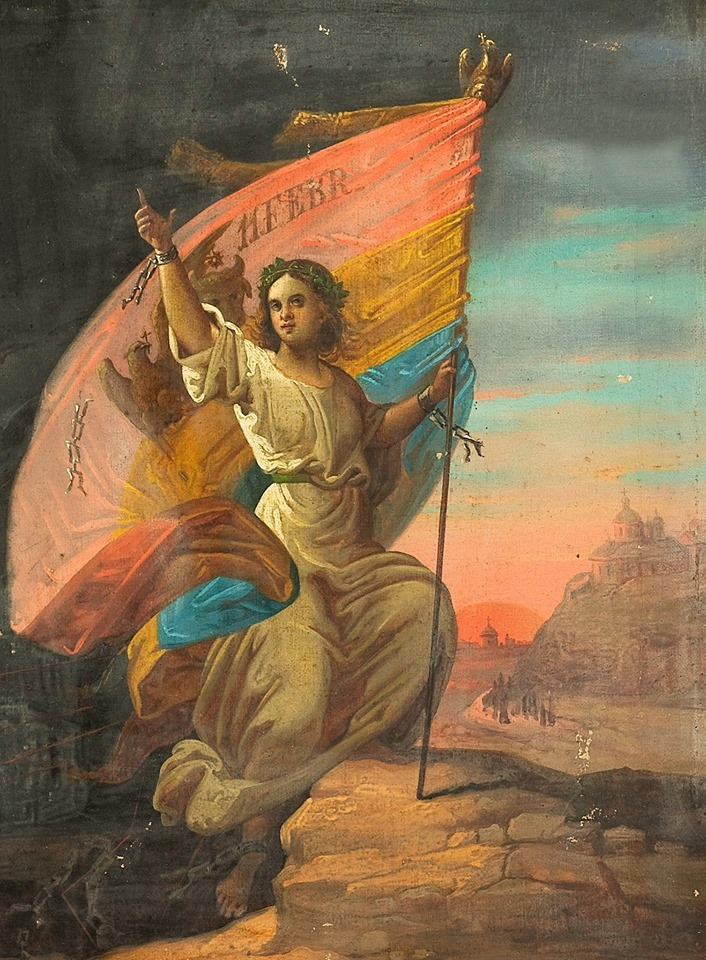
11 de febrer de 1866 - La Romania Moderna

Tattarescu va participar en la revolució de 1848 a Valàquia. Després de la revolució, va pintar retrats de revolucionaris romanesos a l'exili com Gheorghe Magheru, Ştefan Golescu i, el 1851, el de Nicolae Bălcescu (en tres versions gairebé idèntiques). Els ideals nacionalistes romàntics van ser la inspiració de les seves composicions al·legòriques amb temes revolucionaris en el renaixement de Romania (1849), la Unificació patriòtica dels Principats (1857) i l'11 de febrer - La Romania Moderna (1866).

### Vida i llegat posterior
L'any 1860, en rebre l'encàrrec d'elaborar un Àlbum Nacional de llocs d'interès i monuments històrics del país, el seu talent per pintar paisatges vagament romàntics esdevingué molt valorat. Al mateix temps, mostrant la seva simpatia per diferents aixecaments camperols, va pintar El camperol al Danubi l'any 1875. També va rebre l'encàrrec de decorar diverses esglésies de manera neoclàssica.
El 1864, juntament amb el pintor Theodor Aman, Tattarescu va fundar l'Escola Nacional de Belles Arts a Bucarest; va ser professor allà durant molt de temps després, i va exercir com a director de l'Escola durant dos anys (1891–1892).
El 1865, va escriure Principis i estudis útils sobre les proporcions del cos humà i el dibuix després dels pintors més famosos.
Tattarescu va morir a Bucarest. La casa que va comprar el 1855 i on va viure durant gairebé 40 anys és ara la seu del Museu Memorial Gheorghe Tattarescu. Va ser inaugurat el 1951 i acull diverses de les seves obres d'art originals.

## Galeria
Cliqueu sobre una imatge per veure-la ampliada.

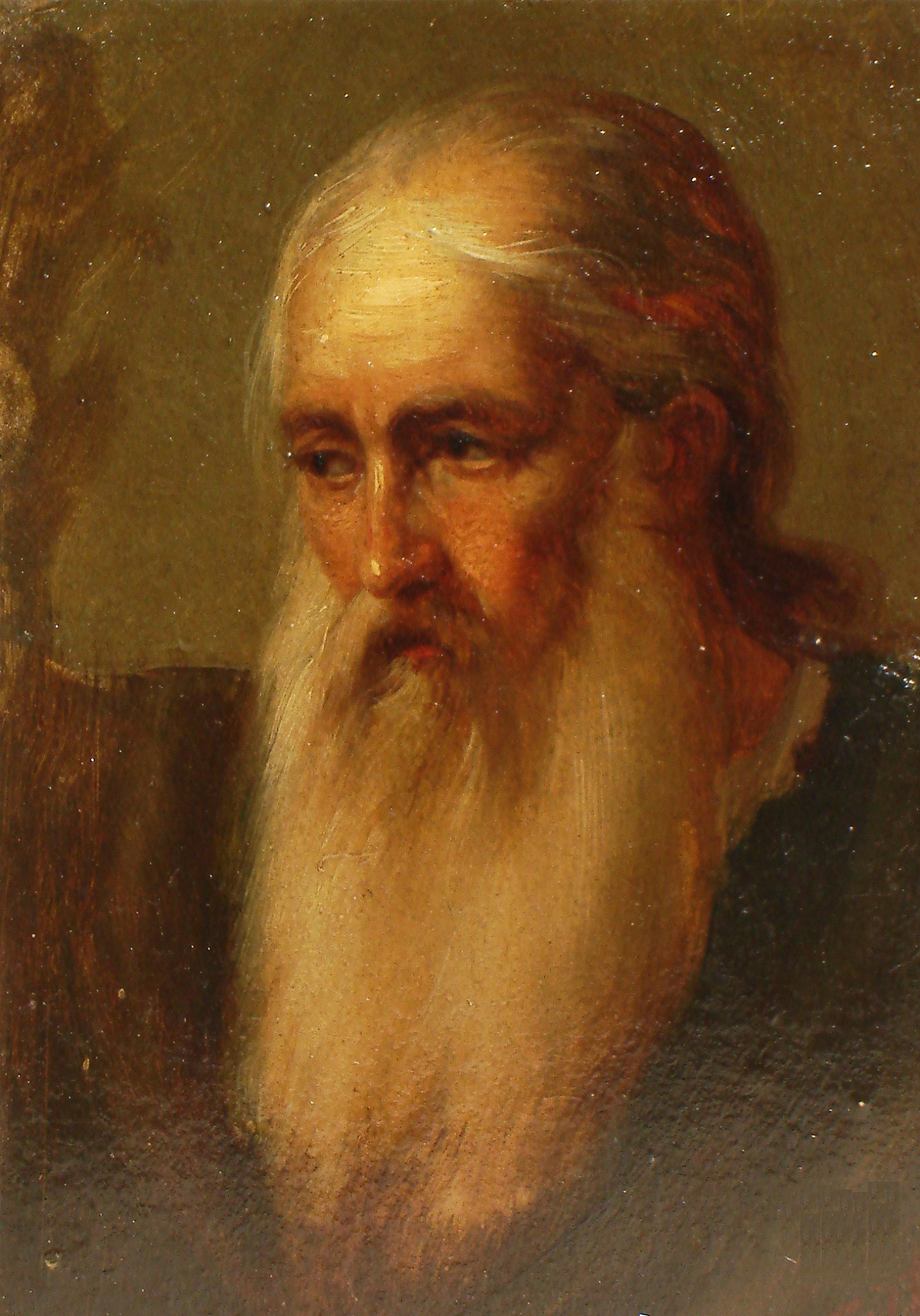
Monjo vell
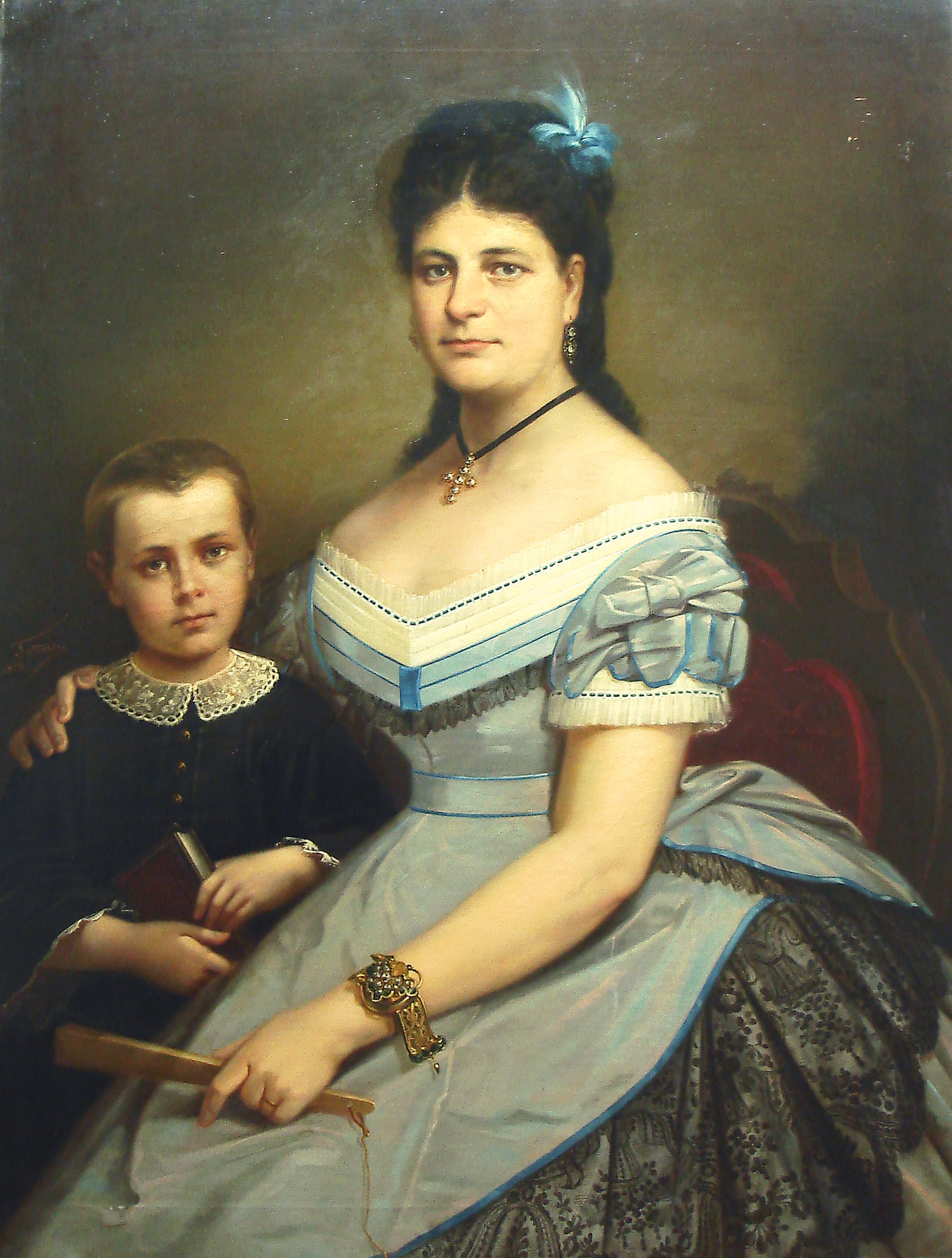
La dona del pintor i el seu fill
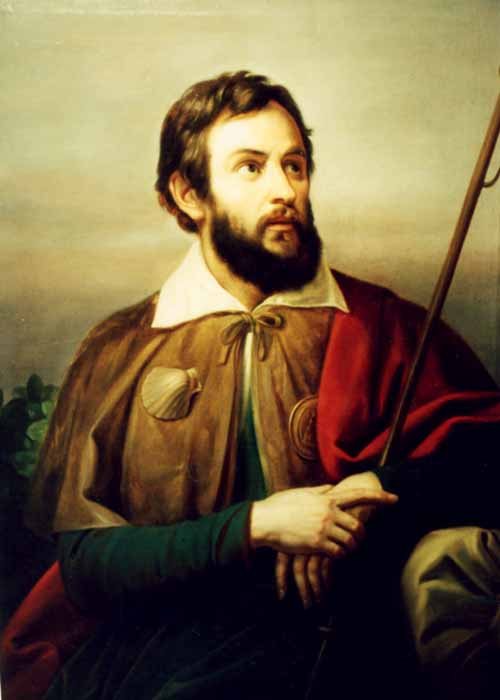
Pelegrí
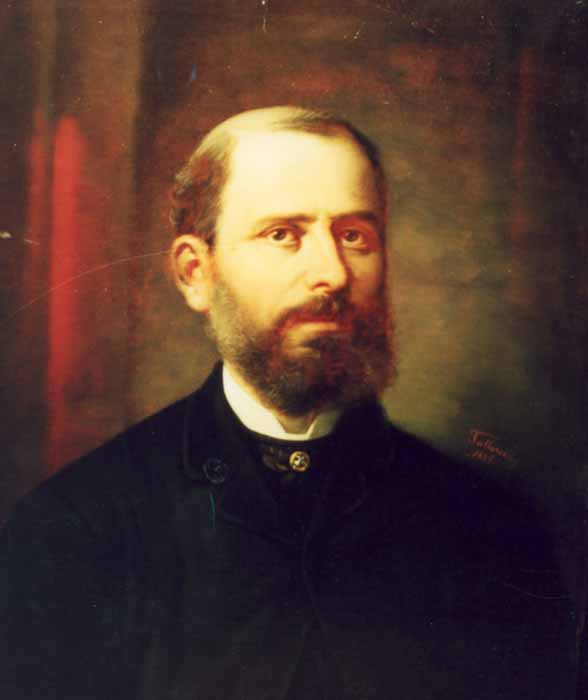
Retrat d'Ion Grădişteanu
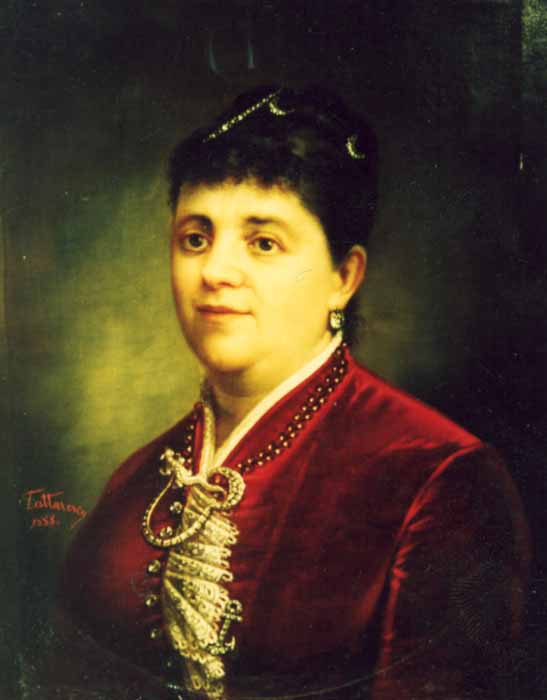
Retrat de Maria Grădişteanu
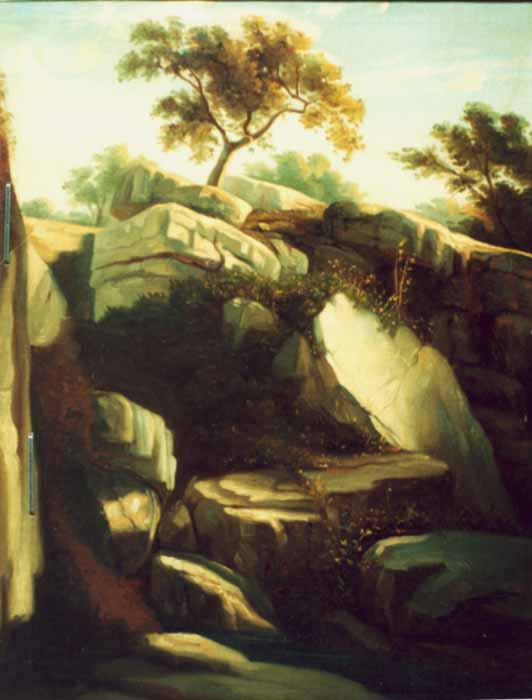
Paisatge d'Itàlia
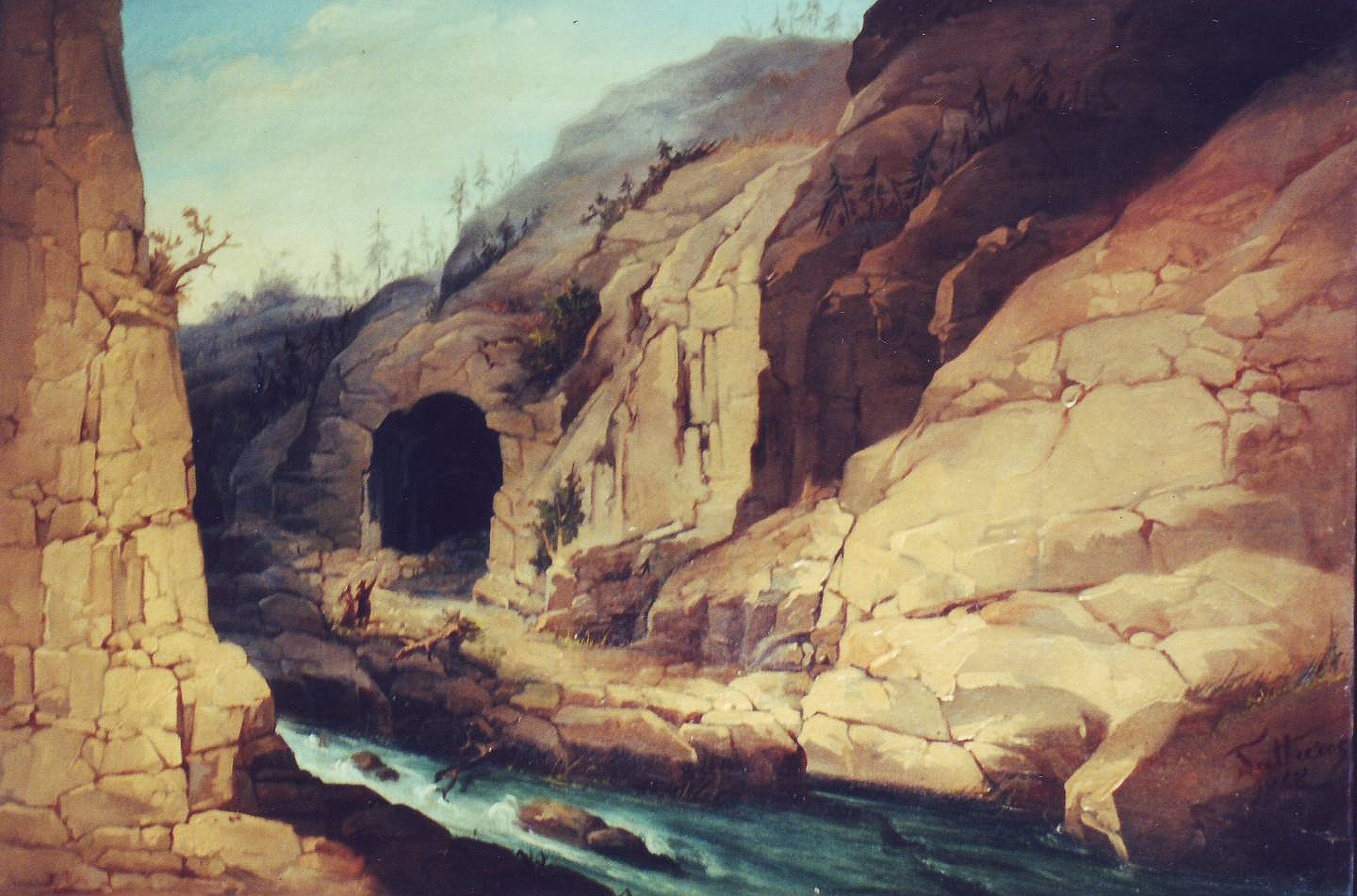
cova de Dâmbovicioara